# Pécsbagota
Pécsbagota is een plaats (község) en gemeente in het Hongaarse comitaat Baranya. Pécsbagota telt 120 inwoners (2001).